# Attacco Stonewall
Il cosiddetto attacco Stonewall è una variante della partita di donna. Esso è caratterizzato dalle mosse 1.d4(?), 2.e3, 3.Ad3 e in seguito 4.c3 e 5.f4, anche se non sempre le mosse sono giocate in quest'ordine (vedi trasposizione). La Stonewall è un sistema da mettere in opera più che una vera apertura: quando il Bianco posiziona i quattro pedoni e l'alfiere come descritto, si ha una posizione Stonewall a prescindere da come il Nero sceglie di difendersi. Se invece il Nero assume la posizione Stonewall, con i pedoni su c6, d5, e6 e f5, siamo in una variante della difesa olandese.

## Osservazioni generali
Come suggerisce il nome, la posizione Stonewall è una formazione solida, difficile da rompere con la forza. Se il Nero non reagisce energicamente allo sviluppo del Bianco, questi può lanciare un mortale attacco al re nero arroccato, in genere portando il cavallo da f3 a e5, cacciando il cavallo dall'arrocco nero con il pedone g e sacrificando l'alfiere campochiaro in h7 non appena può portare la donna o la torre sulla colonna h. Spesso il Bianco non ha bisogno di sviluppare il cavallo e l'alfiere in b1 e c1 perché i pezzi del Nero sono tagliati fuori dalla zona dell'arrocco, e bastano la torre o la donna, assistite dal cavallo in e5 o dal pedone g per dare scacco matto.
Le debolezze della Stonewall sono il buco in e4 e l'alfiere in c1 bloccato dai pedoni. Se il Nero si difende correttamente dall'attacco del Bianco, queste due debolezze diventano molto gravi: per questo l'attacco Stonewall non si vede quasi mai giocare ad alti livelli, anche se viene ancora utilizzato di tanto in tanto fra i giocatori di circolo. A volte, a livello di grandi maestri si può vedere il Nero giocare la variante Stonewall della Difesa olandese.
Il Nero dal canto suo ha molti modi di combattere la Stonewall. Una scelta che deve fare è se fianchettare uno o entrambi gli alfieri: può giocare ...b6 e ...Aa6 per cercare di scambiare il pericoloso alfiere bianco in d3, e il fianchetto sul lato di re ...g6 e ...Ag7 stronca l'idea del Bianco di attaccare h7. Un altro modo di sventare la minaccia è sviluppare precocemente l'alfiere c8 in f5.

## L'attacco Stonewall e l'enciclopedia delle aperture
Poiché l'attacco Stonewall si può usare contro molte diverse difese del Nero, l'Enciclopedia delle aperture scacchistiche ha dei problemi a classificarlo: alcuni dei codici usati sono D00 (quando il Nero ha giocato ...d5), A45 o anche A03, il codice per l'apertura Bird.

## Esempio di partita Stonewall
|   | a | b | c | d | e | f | g | h |   |
| 8 | a8 torre del nero · f8 torre del nero · g8 re del nero · a7 pedone del nero · b7 alfiere del nero · c7 donna del nero · d7 cavallo del nero · g7 pedone del nero · b6 pedone del nero · c6 cavallo del nero · d6 alfiere del nero · e6 pedone del nero · g6 pedone del bianco · c5 pedone del nero · d5 pedone del nero · e5 pedone del nero · h5 donna del bianco · d4 pedone del bianco · f4 pedone del bianco · c3 pedone del bianco · e3 pedone del bianco · h3 torre del bianco · a2 pedone del bianco · b2 pedone del bianco · d2 cavallo del bianco · h2 pedone del bianco · a1 torre del bianco · c1 alfiere del bianco · g1 re del bianco | a8 torre del nero · f8 torre del nero · g8 re del nero · a7 pedone del nero · b7 alfiere del nero · c7 donna del nero · d7 cavallo del nero · g7 pedone del nero · b6 pedone del nero · c6 cavallo del nero · d6 alfiere del nero · e6 pedone del nero · g6 pedone del bianco · c5 pedone del nero · d5 pedone del nero · e5 pedone del nero · h5 donna del bianco · d4 pedone del bianco · f4 pedone del bianco · c3 pedone del bianco · e3 pedone del bianco · h3 torre del bianco · a2 pedone del bianco · b2 pedone del bianco · d2 cavallo del bianco · h2 pedone del bianco · a1 torre del bianco · c1 alfiere del bianco · g1 re del bianco | a8 torre del nero · f8 torre del nero · g8 re del nero · a7 pedone del nero · b7 alfiere del nero · c7 donna del nero · d7 cavallo del nero · g7 pedone del nero · b6 pedone del nero · c6 cavallo del nero · d6 alfiere del nero · e6 pedone del nero · g6 pedone del bianco · c5 pedone del nero · d5 pedone del nero · e5 pedone del nero · h5 donna del bianco · d4 pedone del bianco · f4 pedone del bianco · c3 pedone del bianco · e3 pedone del bianco · h3 torre del bianco · a2 pedone del bianco · b2 pedone del bianco · d2 cavallo del bianco · h2 pedone del bianco · a1 torre del bianco · c1 alfiere del bianco · g1 re del bianco | a8 torre del nero · f8 torre del nero · g8 re del nero · a7 pedone del nero · b7 alfiere del nero · c7 donna del nero · d7 cavallo del nero · g7 pedone del nero · b6 pedone del nero · c6 cavallo del nero · d6 alfiere del nero · e6 pedone del nero · g6 pedone del bianco · c5 pedone del nero · d5 pedone del nero · e5 pedone del nero · h5 donna del bianco · d4 pedone del bianco · f4 pedone del bianco · c3 pedone del bianco · e3 pedone del bianco · h3 torre del bianco · a2 pedone del bianco · b2 pedone del bianco · d2 cavallo del bianco · h2 pedone del bianco · a1 torre del bianco · c1 alfiere del bianco · g1 re del bianco | a8 torre del nero · f8 torre del nero · g8 re del nero · a7 pedone del nero · b7 alfiere del nero · c7 donna del nero · d7 cavallo del nero · g7 pedone del nero · b6 pedone del nero · c6 cavallo del nero · d6 alfiere del nero · e6 pedone del nero · g6 pedone del bianco · c5 pedone del nero · d5 pedone del nero · e5 pedone del nero · h5 donna del bianco · d4 pedone del bianco · f4 pedone del bianco · c3 pedone del bianco · e3 pedone del bianco · h3 torre del bianco · a2 pedone del bianco · b2 pedone del bianco · d2 cavallo del bianco · h2 pedone del bianco · a1 torre del bianco · c1 alfiere del bianco · g1 re del bianco | a8 torre del nero · f8 torre del nero · g8 re del nero · a7 pedone del nero · b7 alfiere del nero · c7 donna del nero · d7 cavallo del nero · g7 pedone del nero · b6 pedone del nero · c6 cavallo del nero · d6 alfiere del nero · e6 pedone del nero · g6 pedone del bianco · c5 pedone del nero · d5 pedone del nero · e5 pedone del nero · h5 donna del bianco · d4 pedone del bianco · f4 pedone del bianco · c3 pedone del bianco · e3 pedone del bianco · h3 torre del bianco · a2 pedone del bianco · b2 pedone del bianco · d2 cavallo del bianco · h2 pedone del bianco · a1 torre del bianco · c1 alfiere del bianco · g1 re del bianco | a8 torre del nero · f8 torre del nero · g8 re del nero · a7 pedone del nero · b7 alfiere del nero · c7 donna del nero · d7 cavallo del nero · g7 pedone del nero · b6 pedone del nero · c6 cavallo del nero · d6 alfiere del nero · e6 pedone del nero · g6 pedone del bianco · c5 pedone del nero · d5 pedone del nero · e5 pedone del nero · h5 donna del bianco · d4 pedone del bianco · f4 pedone del bianco · c3 pedone del bianco · e3 pedone del bianco · h3 torre del bianco · a2 pedone del bianco · b2 pedone del bianco · d2 cavallo del bianco · h2 pedone del bianco · a1 torre del bianco · c1 alfiere del bianco · g1 re del bianco | a8 torre del nero · f8 torre del nero · g8 re del nero · a7 pedone del nero · b7 alfiere del nero · c7 donna del nero · d7 cavallo del nero · g7 pedone del nero · b6 pedone del nero · c6 cavallo del nero · d6 alfiere del nero · e6 pedone del nero · g6 pedone del bianco · c5 pedone del nero · d5 pedone del nero · e5 pedone del nero · h5 donna del bianco · d4 pedone del bianco · f4 pedone del bianco · c3 pedone del bianco · e3 pedone del bianco · h3 torre del bianco · a2 pedone del bianco · b2 pedone del bianco · d2 cavallo del bianco · h2 pedone del bianco · a1 torre del bianco · c1 alfiere del bianco · g1 re del bianco | 8 |
| 7 | a8 torre del nero · f8 torre del nero · g8 re del nero · a7 pedone del nero · b7 alfiere del nero · c7 donna del nero · d7 cavallo del nero · g7 pedone del nero · b6 pedone del nero · c6 cavallo del nero · d6 alfiere del nero · e6 pedone del nero · g6 pedone del bianco · c5 pedone del nero · d5 pedone del nero · e5 pedone del nero · h5 donna del bianco · d4 pedone del bianco · f4 pedone del bianco · c3 pedone del bianco · e3 pedone del bianco · h3 torre del bianco · a2 pedone del bianco · b2 pedone del bianco · d2 cavallo del bianco · h2 pedone del bianco · a1 torre del bianco · c1 alfiere del bianco · g1 re del bianco | a8 torre del nero · f8 torre del nero · g8 re del nero · a7 pedone del nero · b7 alfiere del nero · c7 donna del nero · d7 cavallo del nero · g7 pedone del nero · b6 pedone del nero · c6 cavallo del nero · d6 alfiere del nero · e6 pedone del nero · g6 pedone del bianco · c5 pedone del nero · d5 pedone del nero · e5 pedone del nero · h5 donna del bianco · d4 pedone del bianco · f4 pedone del bianco · c3 pedone del bianco · e3 pedone del bianco · h3 torre del bianco · a2 pedone del bianco · b2 pedone del bianco · d2 cavallo del bianco · h2 pedone del bianco · a1 torre del bianco · c1 alfiere del bianco · g1 re del bianco | a8 torre del nero · f8 torre del nero · g8 re del nero · a7 pedone del nero · b7 alfiere del nero · c7 donna del nero · d7 cavallo del nero · g7 pedone del nero · b6 pedone del nero · c6 cavallo del nero · d6 alfiere del nero · e6 pedone del nero · g6 pedone del bianco · c5 pedone del nero · d5 pedone del nero · e5 pedone del nero · h5 donna del bianco · d4 pedone del bianco · f4 pedone del bianco · c3 pedone del bianco · e3 pedone del bianco · h3 torre del bianco · a2 pedone del bianco · b2 pedone del bianco · d2 cavallo del bianco · h2 pedone del bianco · a1 torre del bianco · c1 alfiere del bianco · g1 re del bianco | a8 torre del nero · f8 torre del nero · g8 re del nero · a7 pedone del nero · b7 alfiere del nero · c7 donna del nero · d7 cavallo del nero · g7 pedone del nero · b6 pedone del nero · c6 cavallo del nero · d6 alfiere del nero · e6 pedone del nero · g6 pedone del bianco · c5 pedone del nero · d5 pedone del nero · e5 pedone del nero · h5 donna del bianco · d4 pedone del bianco · f4 pedone del bianco · c3 pedone del bianco · e3 pedone del bianco · h3 torre del bianco · a2 pedone del bianco · b2 pedone del bianco · d2 cavallo del bianco · h2 pedone del bianco · a1 torre del bianco · c1 alfiere del bianco · g1 re del bianco | a8 torre del nero · f8 torre del nero · g8 re del nero · a7 pedone del nero · b7 alfiere del nero · c7 donna del nero · d7 cavallo del nero · g7 pedone del nero · b6 pedone del nero · c6 cavallo del nero · d6 alfiere del nero · e6 pedone del nero · g6 pedone del bianco · c5 pedone del nero · d5 pedone del nero · e5 pedone del nero · h5 donna del bianco · d4 pedone del bianco · f4 pedone del bianco · c3 pedone del bianco · e3 pedone del bianco · h3 torre del bianco · a2 pedone del bianco · b2 pedone del bianco · d2 cavallo del bianco · h2 pedone del bianco · a1 torre del bianco · c1 alfiere del bianco · g1 re del bianco | a8 torre del nero · f8 torre del nero · g8 re del nero · a7 pedone del nero · b7 alfiere del nero · c7 donna del nero · d7 cavallo del nero · g7 pedone del nero · b6 pedone del nero · c6 cavallo del nero · d6 alfiere del nero · e6 pedone del nero · g6 pedone del bianco · c5 pedone del nero · d5 pedone del nero · e5 pedone del nero · h5 donna del bianco · d4 pedone del bianco · f4 pedone del bianco · c3 pedone del bianco · e3 pedone del bianco · h3 torre del bianco · a2 pedone del bianco · b2 pedone del bianco · d2 cavallo del bianco · h2 pedone del bianco · a1 torre del bianco · c1 alfiere del bianco · g1 re del bianco | a8 torre del nero · f8 torre del nero · g8 re del nero · a7 pedone del nero · b7 alfiere del nero · c7 donna del nero · d7 cavallo del nero · g7 pedone del nero · b6 pedone del nero · c6 cavallo del nero · d6 alfiere del nero · e6 pedone del nero · g6 pedone del bianco · c5 pedone del nero · d5 pedone del nero · e5 pedone del nero · h5 donna del bianco · d4 pedone del bianco · f4 pedone del bianco · c3 pedone del bianco · e3 pedone del bianco · h3 torre del bianco · a2 pedone del bianco · b2 pedone del bianco · d2 cavallo del bianco · h2 pedone del bianco · a1 torre del bianco · c1 alfiere del bianco · g1 re del bianco | a8 torre del nero · f8 torre del nero · g8 re del nero · a7 pedone del nero · b7 alfiere del nero · c7 donna del nero · d7 cavallo del nero · g7 pedone del nero · b6 pedone del nero · c6 cavallo del nero · d6 alfiere del nero · e6 pedone del nero · g6 pedone del bianco · c5 pedone del nero · d5 pedone del nero · e5 pedone del nero · h5 donna del bianco · d4 pedone del bianco · f4 pedone del bianco · c3 pedone del bianco · e3 pedone del bianco · h3 torre del bianco · a2 pedone del bianco · b2 pedone del bianco · d2 cavallo del bianco · h2 pedone del bianco · a1 torre del bianco · c1 alfiere del bianco · g1 re del bianco | 7 |
| 6 | a8 torre del nero · f8 torre del nero · g8 re del nero · a7 pedone del nero · b7 alfiere del nero · c7 donna del nero · d7 cavallo del nero · g7 pedone del nero · b6 pedone del nero · c6 cavallo del nero · d6 alfiere del nero · e6 pedone del nero · g6 pedone del bianco · c5 pedone del nero · d5 pedone del nero · e5 pedone del nero · h5 donna del bianco · d4 pedone del bianco · f4 pedone del bianco · c3 pedone del bianco · e3 pedone del bianco · h3 torre del bianco · a2 pedone del bianco · b2 pedone del bianco · d2 cavallo del bianco · h2 pedone del bianco · a1 torre del bianco · c1 alfiere del bianco · g1 re del bianco | a8 torre del nero · f8 torre del nero · g8 re del nero · a7 pedone del nero · b7 alfiere del nero · c7 donna del nero · d7 cavallo del nero · g7 pedone del nero · b6 pedone del nero · c6 cavallo del nero · d6 alfiere del nero · e6 pedone del nero · g6 pedone del bianco · c5 pedone del nero · d5 pedone del nero · e5 pedone del nero · h5 donna del bianco · d4 pedone del bianco · f4 pedone del bianco · c3 pedone del bianco · e3 pedone del bianco · h3 torre del bianco · a2 pedone del bianco · b2 pedone del bianco · d2 cavallo del bianco · h2 pedone del bianco · a1 torre del bianco · c1 alfiere del bianco · g1 re del bianco | a8 torre del nero · f8 torre del nero · g8 re del nero · a7 pedone del nero · b7 alfiere del nero · c7 donna del nero · d7 cavallo del nero · g7 pedone del nero · b6 pedone del nero · c6 cavallo del nero · d6 alfiere del nero · e6 pedone del nero · g6 pedone del bianco · c5 pedone del nero · d5 pedone del nero · e5 pedone del nero · h5 donna del bianco · d4 pedone del bianco · f4 pedone del bianco · c3 pedone del bianco · e3 pedone del bianco · h3 torre del bianco · a2 pedone del bianco · b2 pedone del bianco · d2 cavallo del bianco · h2 pedone del bianco · a1 torre del bianco · c1 alfiere del bianco · g1 re del bianco | a8 torre del nero · f8 torre del nero · g8 re del nero · a7 pedone del nero · b7 alfiere del nero · c7 donna del nero · d7 cavallo del nero · g7 pedone del nero · b6 pedone del nero · c6 cavallo del nero · d6 alfiere del nero · e6 pedone del nero · g6 pedone del bianco · c5 pedone del nero · d5 pedone del nero · e5 pedone del nero · h5 donna del bianco · d4 pedone del bianco · f4 pedone del bianco · c3 pedone del bianco · e3 pedone del bianco · h3 torre del bianco · a2 pedone del bianco · b2 pedone del bianco · d2 cavallo del bianco · h2 pedone del bianco · a1 torre del bianco · c1 alfiere del bianco · g1 re del bianco | a8 torre del nero · f8 torre del nero · g8 re del nero · a7 pedone del nero · b7 alfiere del nero · c7 donna del nero · d7 cavallo del nero · g7 pedone del nero · b6 pedone del nero · c6 cavallo del nero · d6 alfiere del nero · e6 pedone del nero · g6 pedone del bianco · c5 pedone del nero · d5 pedone del nero · e5 pedone del nero · h5 donna del bianco · d4 pedone del bianco · f4 pedone del bianco · c3 pedone del bianco · e3 pedone del bianco · h3 torre del bianco · a2 pedone del bianco · b2 pedone del bianco · d2 cavallo del bianco · h2 pedone del bianco · a1 torre del bianco · c1 alfiere del bianco · g1 re del bianco | a8 torre del nero · f8 torre del nero · g8 re del nero · a7 pedone del nero · b7 alfiere del nero · c7 donna del nero · d7 cavallo del nero · g7 pedone del nero · b6 pedone del nero · c6 cavallo del nero · d6 alfiere del nero · e6 pedone del nero · g6 pedone del bianco · c5 pedone del nero · d5 pedone del nero · e5 pedone del nero · h5 donna del bianco · d4 pedone del bianco · f4 pedone del bianco · c3 pedone del bianco · e3 pedone del bianco · h3 torre del bianco · a2 pedone del bianco · b2 pedone del bianco · d2 cavallo del bianco · h2 pedone del bianco · a1 torre del bianco · c1 alfiere del bianco · g1 re del bianco | a8 torre del nero · f8 torre del nero · g8 re del nero · a7 pedone del nero · b7 alfiere del nero · c7 donna del nero · d7 cavallo del nero · g7 pedone del nero · b6 pedone del nero · c6 cavallo del nero · d6 alfiere del nero · e6 pedone del nero · g6 pedone del bianco · c5 pedone del nero · d5 pedone del nero · e5 pedone del nero · h5 donna del bianco · d4 pedone del bianco · f4 pedone del bianco · c3 pedone del bianco · e3 pedone del bianco · h3 torre del bianco · a2 pedone del bianco · b2 pedone del bianco · d2 cavallo del bianco · h2 pedone del bianco · a1 torre del bianco · c1 alfiere del bianco · g1 re del bianco | a8 torre del nero · f8 torre del nero · g8 re del nero · a7 pedone del nero · b7 alfiere del nero · c7 donna del nero · d7 cavallo del nero · g7 pedone del nero · b6 pedone del nero · c6 cavallo del nero · d6 alfiere del nero · e6 pedone del nero · g6 pedone del bianco · c5 pedone del nero · d5 pedone del nero · e5 pedone del nero · h5 donna del bianco · d4 pedone del bianco · f4 pedone del bianco · c3 pedone del bianco · e3 pedone del bianco · h3 torre del bianco · a2 pedone del bianco · b2 pedone del bianco · d2 cavallo del bianco · h2 pedone del bianco · a1 torre del bianco · c1 alfiere del bianco · g1 re del bianco | 6 |
| 5 | a8 torre del nero · f8 torre del nero · g8 re del nero · a7 pedone del nero · b7 alfiere del nero · c7 donna del nero · d7 cavallo del nero · g7 pedone del nero · b6 pedone del nero · c6 cavallo del nero · d6 alfiere del nero · e6 pedone del nero · g6 pedone del bianco · c5 pedone del nero · d5 pedone del nero · e5 pedone del nero · h5 donna del bianco · d4 pedone del bianco · f4 pedone del bianco · c3 pedone del bianco · e3 pedone del bianco · h3 torre del bianco · a2 pedone del bianco · b2 pedone del bianco · d2 cavallo del bianco · h2 pedone del bianco · a1 torre del bianco · c1 alfiere del bianco · g1 re del bianco | a8 torre del nero · f8 torre del nero · g8 re del nero · a7 pedone del nero · b7 alfiere del nero · c7 donna del nero · d7 cavallo del nero · g7 pedone del nero · b6 pedone del nero · c6 cavallo del nero · d6 alfiere del nero · e6 pedone del nero · g6 pedone del bianco · c5 pedone del nero · d5 pedone del nero · e5 pedone del nero · h5 donna del bianco · d4 pedone del bianco · f4 pedone del bianco · c3 pedone del bianco · e3 pedone del bianco · h3 torre del bianco · a2 pedone del bianco · b2 pedone del bianco · d2 cavallo del bianco · h2 pedone del bianco · a1 torre del bianco · c1 alfiere del bianco · g1 re del bianco | a8 torre del nero · f8 torre del nero · g8 re del nero · a7 pedone del nero · b7 alfiere del nero · c7 donna del nero · d7 cavallo del nero · g7 pedone del nero · b6 pedone del nero · c6 cavallo del nero · d6 alfiere del nero · e6 pedone del nero · g6 pedone del bianco · c5 pedone del nero · d5 pedone del nero · e5 pedone del nero · h5 donna del bianco · d4 pedone del bianco · f4 pedone del bianco · c3 pedone del bianco · e3 pedone del bianco · h3 torre del bianco · a2 pedone del bianco · b2 pedone del bianco · d2 cavallo del bianco · h2 pedone del bianco · a1 torre del bianco · c1 alfiere del bianco · g1 re del bianco | a8 torre del nero · f8 torre del nero · g8 re del nero · a7 pedone del nero · b7 alfiere del nero · c7 donna del nero · d7 cavallo del nero · g7 pedone del nero · b6 pedone del nero · c6 cavallo del nero · d6 alfiere del nero · e6 pedone del nero · g6 pedone del bianco · c5 pedone del nero · d5 pedone del nero · e5 pedone del nero · h5 donna del bianco · d4 pedone del bianco · f4 pedone del bianco · c3 pedone del bianco · e3 pedone del bianco · h3 torre del bianco · a2 pedone del bianco · b2 pedone del bianco · d2 cavallo del bianco · h2 pedone del bianco · a1 torre del bianco · c1 alfiere del bianco · g1 re del bianco | a8 torre del nero · f8 torre del nero · g8 re del nero · a7 pedone del nero · b7 alfiere del nero · c7 donna del nero · d7 cavallo del nero · g7 pedone del nero · b6 pedone del nero · c6 cavallo del nero · d6 alfiere del nero · e6 pedone del nero · g6 pedone del bianco · c5 pedone del nero · d5 pedone del nero · e5 pedone del nero · h5 donna del bianco · d4 pedone del bianco · f4 pedone del bianco · c3 pedone del bianco · e3 pedone del bianco · h3 torre del bianco · a2 pedone del bianco · b2 pedone del bianco · d2 cavallo del bianco · h2 pedone del bianco · a1 torre del bianco · c1 alfiere del bianco · g1 re del bianco | a8 torre del nero · f8 torre del nero · g8 re del nero · a7 pedone del nero · b7 alfiere del nero · c7 donna del nero · d7 cavallo del nero · g7 pedone del nero · b6 pedone del nero · c6 cavallo del nero · d6 alfiere del nero · e6 pedone del nero · g6 pedone del bianco · c5 pedone del nero · d5 pedone del nero · e5 pedone del nero · h5 donna del bianco · d4 pedone del bianco · f4 pedone del bianco · c3 pedone del bianco · e3 pedone del bianco · h3 torre del bianco · a2 pedone del bianco · b2 pedone del bianco · d2 cavallo del bianco · h2 pedone del bianco · a1 torre del bianco · c1 alfiere del bianco · g1 re del bianco | a8 torre del nero · f8 torre del nero · g8 re del nero · a7 pedone del nero · b7 alfiere del nero · c7 donna del nero · d7 cavallo del nero · g7 pedone del nero · b6 pedone del nero · c6 cavallo del nero · d6 alfiere del nero · e6 pedone del nero · g6 pedone del bianco · c5 pedone del nero · d5 pedone del nero · e5 pedone del nero · h5 donna del bianco · d4 pedone del bianco · f4 pedone del bianco · c3 pedone del bianco · e3 pedone del bianco · h3 torre del bianco · a2 pedone del bianco · b2 pedone del bianco · d2 cavallo del bianco · h2 pedone del bianco · a1 torre del bianco · c1 alfiere del bianco · g1 re del bianco | a8 torre del nero · f8 torre del nero · g8 re del nero · a7 pedone del nero · b7 alfiere del nero · c7 donna del nero · d7 cavallo del nero · g7 pedone del nero · b6 pedone del nero · c6 cavallo del nero · d6 alfiere del nero · e6 pedone del nero · g6 pedone del bianco · c5 pedone del nero · d5 pedone del nero · e5 pedone del nero · h5 donna del bianco · d4 pedone del bianco · f4 pedone del bianco · c3 pedone del bianco · e3 pedone del bianco · h3 torre del bianco · a2 pedone del bianco · b2 pedone del bianco · d2 cavallo del bianco · h2 pedone del bianco · a1 torre del bianco · c1 alfiere del bianco · g1 re del bianco | 5 |
| 4 | a8 torre del nero · f8 torre del nero · g8 re del nero · a7 pedone del nero · b7 alfiere del nero · c7 donna del nero · d7 cavallo del nero · g7 pedone del nero · b6 pedone del nero · c6 cavallo del nero · d6 alfiere del nero · e6 pedone del nero · g6 pedone del bianco · c5 pedone del nero · d5 pedone del nero · e5 pedone del nero · h5 donna del bianco · d4 pedone del bianco · f4 pedone del bianco · c3 pedone del bianco · e3 pedone del bianco · h3 torre del bianco · a2 pedone del bianco · b2 pedone del bianco · d2 cavallo del bianco · h2 pedone del bianco · a1 torre del bianco · c1 alfiere del bianco · g1 re del bianco | a8 torre del nero · f8 torre del nero · g8 re del nero · a7 pedone del nero · b7 alfiere del nero · c7 donna del nero · d7 cavallo del nero · g7 pedone del nero · b6 pedone del nero · c6 cavallo del nero · d6 alfiere del nero · e6 pedone del nero · g6 pedone del bianco · c5 pedone del nero · d5 pedone del nero · e5 pedone del nero · h5 donna del bianco · d4 pedone del bianco · f4 pedone del bianco · c3 pedone del bianco · e3 pedone del bianco · h3 torre del bianco · a2 pedone del bianco · b2 pedone del bianco · d2 cavallo del bianco · h2 pedone del bianco · a1 torre del bianco · c1 alfiere del bianco · g1 re del bianco | a8 torre del nero · f8 torre del nero · g8 re del nero · a7 pedone del nero · b7 alfiere del nero · c7 donna del nero · d7 cavallo del nero · g7 pedone del nero · b6 pedone del nero · c6 cavallo del nero · d6 alfiere del nero · e6 pedone del nero · g6 pedone del bianco · c5 pedone del nero · d5 pedone del nero · e5 pedone del nero · h5 donna del bianco · d4 pedone del bianco · f4 pedone del bianco · c3 pedone del bianco · e3 pedone del bianco · h3 torre del bianco · a2 pedone del bianco · b2 pedone del bianco · d2 cavallo del bianco · h2 pedone del bianco · a1 torre del bianco · c1 alfiere del bianco · g1 re del bianco | a8 torre del nero · f8 torre del nero · g8 re del nero · a7 pedone del nero · b7 alfiere del nero · c7 donna del nero · d7 cavallo del nero · g7 pedone del nero · b6 pedone del nero · c6 cavallo del nero · d6 alfiere del nero · e6 pedone del nero · g6 pedone del bianco · c5 pedone del nero · d5 pedone del nero · e5 pedone del nero · h5 donna del bianco · d4 pedone del bianco · f4 pedone del bianco · c3 pedone del bianco · e3 pedone del bianco · h3 torre del bianco · a2 pedone del bianco · b2 pedone del bianco · d2 cavallo del bianco · h2 pedone del bianco · a1 torre del bianco · c1 alfiere del bianco · g1 re del bianco | a8 torre del nero · f8 torre del nero · g8 re del nero · a7 pedone del nero · b7 alfiere del nero · c7 donna del nero · d7 cavallo del nero · g7 pedone del nero · b6 pedone del nero · c6 cavallo del nero · d6 alfiere del nero · e6 pedone del nero · g6 pedone del bianco · c5 pedone del nero · d5 pedone del nero · e5 pedone del nero · h5 donna del bianco · d4 pedone del bianco · f4 pedone del bianco · c3 pedone del bianco · e3 pedone del bianco · h3 torre del bianco · a2 pedone del bianco · b2 pedone del bianco · d2 cavallo del bianco · h2 pedone del bianco · a1 torre del bianco · c1 alfiere del bianco · g1 re del bianco | a8 torre del nero · f8 torre del nero · g8 re del nero · a7 pedone del nero · b7 alfiere del nero · c7 donna del nero · d7 cavallo del nero · g7 pedone del nero · b6 pedone del nero · c6 cavallo del nero · d6 alfiere del nero · e6 pedone del nero · g6 pedone del bianco · c5 pedone del nero · d5 pedone del nero · e5 pedone del nero · h5 donna del bianco · d4 pedone del bianco · f4 pedone del bianco · c3 pedone del bianco · e3 pedone del bianco · h3 torre del bianco · a2 pedone del bianco · b2 pedone del bianco · d2 cavallo del bianco · h2 pedone del bianco · a1 torre del bianco · c1 alfiere del bianco · g1 re del bianco | a8 torre del nero · f8 torre del nero · g8 re del nero · a7 pedone del nero · b7 alfiere del nero · c7 donna del nero · d7 cavallo del nero · g7 pedone del nero · b6 pedone del nero · c6 cavallo del nero · d6 alfiere del nero · e6 pedone del nero · g6 pedone del bianco · c5 pedone del nero · d5 pedone del nero · e5 pedone del nero · h5 donna del bianco · d4 pedone del bianco · f4 pedone del bianco · c3 pedone del bianco · e3 pedone del bianco · h3 torre del bianco · a2 pedone del bianco · b2 pedone del bianco · d2 cavallo del bianco · h2 pedone del bianco · a1 torre del bianco · c1 alfiere del bianco · g1 re del bianco | a8 torre del nero · f8 torre del nero · g8 re del nero · a7 pedone del nero · b7 alfiere del nero · c7 donna del nero · d7 cavallo del nero · g7 pedone del nero · b6 pedone del nero · c6 cavallo del nero · d6 alfiere del nero · e6 pedone del nero · g6 pedone del bianco · c5 pedone del nero · d5 pedone del nero · e5 pedone del nero · h5 donna del bianco · d4 pedone del bianco · f4 pedone del bianco · c3 pedone del bianco · e3 pedone del bianco · h3 torre del bianco · a2 pedone del bianco · b2 pedone del bianco · d2 cavallo del bianco · h2 pedone del bianco · a1 torre del bianco · c1 alfiere del bianco · g1 re del bianco | 4 |
| 3 | a8 torre del nero · f8 torre del nero · g8 re del nero · a7 pedone del nero · b7 alfiere del nero · c7 donna del nero · d7 cavallo del nero · g7 pedone del nero · b6 pedone del nero · c6 cavallo del nero · d6 alfiere del nero · e6 pedone del nero · g6 pedone del bianco · c5 pedone del nero · d5 pedone del nero · e5 pedone del nero · h5 donna del bianco · d4 pedone del bianco · f4 pedone del bianco · c3 pedone del bianco · e3 pedone del bianco · h3 torre del bianco · a2 pedone del bianco · b2 pedone del bianco · d2 cavallo del bianco · h2 pedone del bianco · a1 torre del bianco · c1 alfiere del bianco · g1 re del bianco | a8 torre del nero · f8 torre del nero · g8 re del nero · a7 pedone del nero · b7 alfiere del nero · c7 donna del nero · d7 cavallo del nero · g7 pedone del nero · b6 pedone del nero · c6 cavallo del nero · d6 alfiere del nero · e6 pedone del nero · g6 pedone del bianco · c5 pedone del nero · d5 pedone del nero · e5 pedone del nero · h5 donna del bianco · d4 pedone del bianco · f4 pedone del bianco · c3 pedone del bianco · e3 pedone del bianco · h3 torre del bianco · a2 pedone del bianco · b2 pedone del bianco · d2 cavallo del bianco · h2 pedone del bianco · a1 torre del bianco · c1 alfiere del bianco · g1 re del bianco | a8 torre del nero · f8 torre del nero · g8 re del nero · a7 pedone del nero · b7 alfiere del nero · c7 donna del nero · d7 cavallo del nero · g7 pedone del nero · b6 pedone del nero · c6 cavallo del nero · d6 alfiere del nero · e6 pedone del nero · g6 pedone del bianco · c5 pedone del nero · d5 pedone del nero · e5 pedone del nero · h5 donna del bianco · d4 pedone del bianco · f4 pedone del bianco · c3 pedone del bianco · e3 pedone del bianco · h3 torre del bianco · a2 pedone del bianco · b2 pedone del bianco · d2 cavallo del bianco · h2 pedone del bianco · a1 torre del bianco · c1 alfiere del bianco · g1 re del bianco | a8 torre del nero · f8 torre del nero · g8 re del nero · a7 pedone del nero · b7 alfiere del nero · c7 donna del nero · d7 cavallo del nero · g7 pedone del nero · b6 pedone del nero · c6 cavallo del nero · d6 alfiere del nero · e6 pedone del nero · g6 pedone del bianco · c5 pedone del nero · d5 pedone del nero · e5 pedone del nero · h5 donna del bianco · d4 pedone del bianco · f4 pedone del bianco · c3 pedone del bianco · e3 pedone del bianco · h3 torre del bianco · a2 pedone del bianco · b2 pedone del bianco · d2 cavallo del bianco · h2 pedone del bianco · a1 torre del bianco · c1 alfiere del bianco · g1 re del bianco | a8 torre del nero · f8 torre del nero · g8 re del nero · a7 pedone del nero · b7 alfiere del nero · c7 donna del nero · d7 cavallo del nero · g7 pedone del nero · b6 pedone del nero · c6 cavallo del nero · d6 alfiere del nero · e6 pedone del nero · g6 pedone del bianco · c5 pedone del nero · d5 pedone del nero · e5 pedone del nero · h5 donna del bianco · d4 pedone del bianco · f4 pedone del bianco · c3 pedone del bianco · e3 pedone del bianco · h3 torre del bianco · a2 pedone del bianco · b2 pedone del bianco · d2 cavallo del bianco · h2 pedone del bianco · a1 torre del bianco · c1 alfiere del bianco · g1 re del bianco | a8 torre del nero · f8 torre del nero · g8 re del nero · a7 pedone del nero · b7 alfiere del nero · c7 donna del nero · d7 cavallo del nero · g7 pedone del nero · b6 pedone del nero · c6 cavallo del nero · d6 alfiere del nero · e6 pedone del nero · g6 pedone del bianco · c5 pedone del nero · d5 pedone del nero · e5 pedone del nero · h5 donna del bianco · d4 pedone del bianco · f4 pedone del bianco · c3 pedone del bianco · e3 pedone del bianco · h3 torre del bianco · a2 pedone del bianco · b2 pedone del bianco · d2 cavallo del bianco · h2 pedone del bianco · a1 torre del bianco · c1 alfiere del bianco · g1 re del bianco | a8 torre del nero · f8 torre del nero · g8 re del nero · a7 pedone del nero · b7 alfiere del nero · c7 donna del nero · d7 cavallo del nero · g7 pedone del nero · b6 pedone del nero · c6 cavallo del nero · d6 alfiere del nero · e6 pedone del nero · g6 pedone del bianco · c5 pedone del nero · d5 pedone del nero · e5 pedone del nero · h5 donna del bianco · d4 pedone del bianco · f4 pedone del bianco · c3 pedone del bianco · e3 pedone del bianco · h3 torre del bianco · a2 pedone del bianco · b2 pedone del bianco · d2 cavallo del bianco · h2 pedone del bianco · a1 torre del bianco · c1 alfiere del bianco · g1 re del bianco | a8 torre del nero · f8 torre del nero · g8 re del nero · a7 pedone del nero · b7 alfiere del nero · c7 donna del nero · d7 cavallo del nero · g7 pedone del nero · b6 pedone del nero · c6 cavallo del nero · d6 alfiere del nero · e6 pedone del nero · g6 pedone del bianco · c5 pedone del nero · d5 pedone del nero · e5 pedone del nero · h5 donna del bianco · d4 pedone del bianco · f4 pedone del bianco · c3 pedone del bianco · e3 pedone del bianco · h3 torre del bianco · a2 pedone del bianco · b2 pedone del bianco · d2 cavallo del bianco · h2 pedone del bianco · a1 torre del bianco · c1 alfiere del bianco · g1 re del bianco | 3 |
| 2 | a8 torre del nero · f8 torre del nero · g8 re del nero · a7 pedone del nero · b7 alfiere del nero · c7 donna del nero · d7 cavallo del nero · g7 pedone del nero · b6 pedone del nero · c6 cavallo del nero · d6 alfiere del nero · e6 pedone del nero · g6 pedone del bianco · c5 pedone del nero · d5 pedone del nero · e5 pedone del nero · h5 donna del bianco · d4 pedone del bianco · f4 pedone del bianco · c3 pedone del bianco · e3 pedone del bianco · h3 torre del bianco · a2 pedone del bianco · b2 pedone del bianco · d2 cavallo del bianco · h2 pedone del bianco · a1 torre del bianco · c1 alfiere del bianco · g1 re del bianco | a8 torre del nero · f8 torre del nero · g8 re del nero · a7 pedone del nero · b7 alfiere del nero · c7 donna del nero · d7 cavallo del nero · g7 pedone del nero · b6 pedone del nero · c6 cavallo del nero · d6 alfiere del nero · e6 pedone del nero · g6 pedone del bianco · c5 pedone del nero · d5 pedone del nero · e5 pedone del nero · h5 donna del bianco · d4 pedone del bianco · f4 pedone del bianco · c3 pedone del bianco · e3 pedone del bianco · h3 torre del bianco · a2 pedone del bianco · b2 pedone del bianco · d2 cavallo del bianco · h2 pedone del bianco · a1 torre del bianco · c1 alfiere del bianco · g1 re del bianco | a8 torre del nero · f8 torre del nero · g8 re del nero · a7 pedone del nero · b7 alfiere del nero · c7 donna del nero · d7 cavallo del nero · g7 pedone del nero · b6 pedone del nero · c6 cavallo del nero · d6 alfiere del nero · e6 pedone del nero · g6 pedone del bianco · c5 pedone del nero · d5 pedone del nero · e5 pedone del nero · h5 donna del bianco · d4 pedone del bianco · f4 pedone del bianco · c3 pedone del bianco · e3 pedone del bianco · h3 torre del bianco · a2 pedone del bianco · b2 pedone del bianco · d2 cavallo del bianco · h2 pedone del bianco · a1 torre del bianco · c1 alfiere del bianco · g1 re del bianco | a8 torre del nero · f8 torre del nero · g8 re del nero · a7 pedone del nero · b7 alfiere del nero · c7 donna del nero · d7 cavallo del nero · g7 pedone del nero · b6 pedone del nero · c6 cavallo del nero · d6 alfiere del nero · e6 pedone del nero · g6 pedone del bianco · c5 pedone del nero · d5 pedone del nero · e5 pedone del nero · h5 donna del bianco · d4 pedone del bianco · f4 pedone del bianco · c3 pedone del bianco · e3 pedone del bianco · h3 torre del bianco · a2 pedone del bianco · b2 pedone del bianco · d2 cavallo del bianco · h2 pedone del bianco · a1 torre del bianco · c1 alfiere del bianco · g1 re del bianco | a8 torre del nero · f8 torre del nero · g8 re del nero · a7 pedone del nero · b7 alfiere del nero · c7 donna del nero · d7 cavallo del nero · g7 pedone del nero · b6 pedone del nero · c6 cavallo del nero · d6 alfiere del nero · e6 pedone del nero · g6 pedone del bianco · c5 pedone del nero · d5 pedone del nero · e5 pedone del nero · h5 donna del bianco · d4 pedone del bianco · f4 pedone del bianco · c3 pedone del bianco · e3 pedone del bianco · h3 torre del bianco · a2 pedone del bianco · b2 pedone del bianco · d2 cavallo del bianco · h2 pedone del bianco · a1 torre del bianco · c1 alfiere del bianco · g1 re del bianco | a8 torre del nero · f8 torre del nero · g8 re del nero · a7 pedone del nero · b7 alfiere del nero · c7 donna del nero · d7 cavallo del nero · g7 pedone del nero · b6 pedone del nero · c6 cavallo del nero · d6 alfiere del nero · e6 pedone del nero · g6 pedone del bianco · c5 pedone del nero · d5 pedone del nero · e5 pedone del nero · h5 donna del bianco · d4 pedone del bianco · f4 pedone del bianco · c3 pedone del bianco · e3 pedone del bianco · h3 torre del bianco · a2 pedone del bianco · b2 pedone del bianco · d2 cavallo del bianco · h2 pedone del bianco · a1 torre del bianco · c1 alfiere del bianco · g1 re del bianco | a8 torre del nero · f8 torre del nero · g8 re del nero · a7 pedone del nero · b7 alfiere del nero · c7 donna del nero · d7 cavallo del nero · g7 pedone del nero · b6 pedone del nero · c6 cavallo del nero · d6 alfiere del nero · e6 pedone del nero · g6 pedone del bianco · c5 pedone del nero · d5 pedone del nero · e5 pedone del nero · h5 donna del bianco · d4 pedone del bianco · f4 pedone del bianco · c3 pedone del bianco · e3 pedone del bianco · h3 torre del bianco · a2 pedone del bianco · b2 pedone del bianco · d2 cavallo del bianco · h2 pedone del bianco · a1 torre del bianco · c1 alfiere del bianco · g1 re del bianco | a8 torre del nero · f8 torre del nero · g8 re del nero · a7 pedone del nero · b7 alfiere del nero · c7 donna del nero · d7 cavallo del nero · g7 pedone del nero · b6 pedone del nero · c6 cavallo del nero · d6 alfiere del nero · e6 pedone del nero · g6 pedone del bianco · c5 pedone del nero · d5 pedone del nero · e5 pedone del nero · h5 donna del bianco · d4 pedone del bianco · f4 pedone del bianco · c3 pedone del bianco · e3 pedone del bianco · h3 torre del bianco · a2 pedone del bianco · b2 pedone del bianco · d2 cavallo del bianco · h2 pedone del bianco · a1 torre del bianco · c1 alfiere del bianco · g1 re del bianco | 2 |
| 1 | a8 torre del nero · f8 torre del nero · g8 re del nero · a7 pedone del nero · b7 alfiere del nero · c7 donna del nero · d7 cavallo del nero · g7 pedone del nero · b6 pedone del nero · c6 cavallo del nero · d6 alfiere del nero · e6 pedone del nero · g6 pedone del bianco · c5 pedone del nero · d5 pedone del nero · e5 pedone del nero · h5 donna del bianco · d4 pedone del bianco · f4 pedone del bianco · c3 pedone del bianco · e3 pedone del bianco · h3 torre del bianco · a2 pedone del bianco · b2 pedone del bianco · d2 cavallo del bianco · h2 pedone del bianco · a1 torre del bianco · c1 alfiere del bianco · g1 re del bianco | a8 torre del nero · f8 torre del nero · g8 re del nero · a7 pedone del nero · b7 alfiere del nero · c7 donna del nero · d7 cavallo del nero · g7 pedone del nero · b6 pedone del nero · c6 cavallo del nero · d6 alfiere del nero · e6 pedone del nero · g6 pedone del bianco · c5 pedone del nero · d5 pedone del nero · e5 pedone del nero · h5 donna del bianco · d4 pedone del bianco · f4 pedone del bianco · c3 pedone del bianco · e3 pedone del bianco · h3 torre del bianco · a2 pedone del bianco · b2 pedone del bianco · d2 cavallo del bianco · h2 pedone del bianco · a1 torre del bianco · c1 alfiere del bianco · g1 re del bianco | a8 torre del nero · f8 torre del nero · g8 re del nero · a7 pedone del nero · b7 alfiere del nero · c7 donna del nero · d7 cavallo del nero · g7 pedone del nero · b6 pedone del nero · c6 cavallo del nero · d6 alfiere del nero · e6 pedone del nero · g6 pedone del bianco · c5 pedone del nero · d5 pedone del nero · e5 pedone del nero · h5 donna del bianco · d4 pedone del bianco · f4 pedone del bianco · c3 pedone del bianco · e3 pedone del bianco · h3 torre del bianco · a2 pedone del bianco · b2 pedone del bianco · d2 cavallo del bianco · h2 pedone del bianco · a1 torre del bianco · c1 alfiere del bianco · g1 re del bianco | a8 torre del nero · f8 torre del nero · g8 re del nero · a7 pedone del nero · b7 alfiere del nero · c7 donna del nero · d7 cavallo del nero · g7 pedone del nero · b6 pedone del nero · c6 cavallo del nero · d6 alfiere del nero · e6 pedone del nero · g6 pedone del bianco · c5 pedone del nero · d5 pedone del nero · e5 pedone del nero · h5 donna del bianco · d4 pedone del bianco · f4 pedone del bianco · c3 pedone del bianco · e3 pedone del bianco · h3 torre del bianco · a2 pedone del bianco · b2 pedone del bianco · d2 cavallo del bianco · h2 pedone del bianco · a1 torre del bianco · c1 alfiere del bianco · g1 re del bianco | a8 torre del nero · f8 torre del nero · g8 re del nero · a7 pedone del nero · b7 alfiere del nero · c7 donna del nero · d7 cavallo del nero · g7 pedone del nero · b6 pedone del nero · c6 cavallo del nero · d6 alfiere del nero · e6 pedone del nero · g6 pedone del bianco · c5 pedone del nero · d5 pedone del nero · e5 pedone del nero · h5 donna del bianco · d4 pedone del bianco · f4 pedone del bianco · c3 pedone del bianco · e3 pedone del bianco · h3 torre del bianco · a2 pedone del bianco · b2 pedone del bianco · d2 cavallo del bianco · h2 pedone del bianco · a1 torre del bianco · c1 alfiere del bianco · g1 re del bianco | a8 torre del nero · f8 torre del nero · g8 re del nero · a7 pedone del nero · b7 alfiere del nero · c7 donna del nero · d7 cavallo del nero · g7 pedone del nero · b6 pedone del nero · c6 cavallo del nero · d6 alfiere del nero · e6 pedone del nero · g6 pedone del bianco · c5 pedone del nero · d5 pedone del nero · e5 pedone del nero · h5 donna del bianco · d4 pedone del bianco · f4 pedone del bianco · c3 pedone del bianco · e3 pedone del bianco · h3 torre del bianco · a2 pedone del bianco · b2 pedone del bianco · d2 cavallo del bianco · h2 pedone del bianco · a1 torre del bianco · c1 alfiere del bianco · g1 re del bianco | a8 torre del nero · f8 torre del nero · g8 re del nero · a7 pedone del nero · b7 alfiere del nero · c7 donna del nero · d7 cavallo del nero · g7 pedone del nero · b6 pedone del nero · c6 cavallo del nero · d6 alfiere del nero · e6 pedone del nero · g6 pedone del bianco · c5 pedone del nero · d5 pedone del nero · e5 pedone del nero · h5 donna del bianco · d4 pedone del bianco · f4 pedone del bianco · c3 pedone del bianco · e3 pedone del bianco · h3 torre del bianco · a2 pedone del bianco · b2 pedone del bianco · d2 cavallo del bianco · h2 pedone del bianco · a1 torre del bianco · c1 alfiere del bianco · g1 re del bianco | a8 torre del nero · f8 torre del nero · g8 re del nero · a7 pedone del nero · b7 alfiere del nero · c7 donna del nero · d7 cavallo del nero · g7 pedone del nero · b6 pedone del nero · c6 cavallo del nero · d6 alfiere del nero · e6 pedone del nero · g6 pedone del bianco · c5 pedone del nero · d5 pedone del nero · e5 pedone del nero · h5 donna del bianco · d4 pedone del bianco · f4 pedone del bianco · c3 pedone del bianco · e3 pedone del bianco · h3 torre del bianco · a2 pedone del bianco · b2 pedone del bianco · d2 cavallo del bianco · h2 pedone del bianco · a1 torre del bianco · c1 alfiere del bianco · g1 re del bianco | 1 |
|   | a | b | c | d | e | f | g | h |   |

Questa partita di esempio mostra cosa può accadere se il Nero non reagisce.
1. d4 d5
2. e3 Cf6
3. Ad3 c5
L'alfiere è pronto. Se serve può portarsi in c2, ma dovrà sempre restare sulla diagonale verso h7, in attesa
4. c3 e6 
La diagonale di pedoni che il Bianco ha costruito terrà i pezzi del Nero lontani dall'arrocco. Ora, se il Nero ci mettesse del suo con ...c4 non potremmo chiedere di meglio.
5. f4 Cc6
6. Cf3 Ad6
7. O-O O-O
8. Cbd2 b6 
Il cavallo nero non deve assolutamente arrivare nella casa e4
9. Ce5 Ab7 
Il cavallo è pronto. Se il Nero lo cattura poco male, rinforzeremo la diagonale di pedoni con fxe5
10. g4 Dc7
11. g5 Cd7
Il cavallo nero fugge: ora h7 è vulnerabile. Possiamo iniziare l'attacco finale
12. Axh7+ Rxh7
13. Dh5+ Rg8
14. Tf3 f6
15. Th3 fxe5
16. g6 
e, dopo la mossa del Nero, il Bianco muove
17. Dh8#

e vince.